# 譚蓓欣
譚蓓欣，香港本土派人士，荃灣郊區社區主任，2019年香港區議會選舉中荃民議政的惟一落選人。

## 簡歷
譚蓓欣出生於荃灣區，中學就讀荃灣公立何傳耀紀念中學，中六開始在國際時裝品牌實習，在大專期間主修時裝設計，並曾任香港高等教育科技學院學生會的外務副主席。及後到英國金士頓大學修讀時袋設計的暑假課程，其後任職紡織及製衣界相關工作。

## 投身政治

### 參選2019年區議會選舉
譚蓓欣因對於上屆被視為「傘兵」的伍顯龍在荃灣區議會多項投票立場不明，包括在高鐵一地兩檢、收回單程證審批權及國歌慶祝活動撥款等議案上投下「棄權」，更支持明日大嶼人工島及百萬元燈飾工程，故決定參選挑戰伍顯龍，獲得民主派區選聯盟支持參選，並於2019年與另外三名有意角逐荃灣區區議會議席的政治素人（劉志雄、謝旻澤及陳劍琴）組成「荃灣沿海連線」。
譚蓓欣指，在學生時代，她已留意到區議會多年來對很多地區議題無能為力。2019年8月5日荃灣有刀手追打示威者事件令當時是補習老師的譚蓓欣驚覺社區已不再安全。譚蓓欣指，自己正身處事發現場，剛用膳完畢一走出來，就看到刀手和受傷男子。譚蓓欣回憶當時目睹男子被斬得一地鮮血，全部人被困原地無法離開，自己穿裙又無帶任何裝備，當時很害怕，但無人可以求助。譚蓓欣批評很多荃灣區議員對刀手斬人事件避而不談，荃灣市民求助無門。
選舉期間，民主派候選人仇栩欣、觀塘願景梁凱晴、社會民主連線岑子杰、工黨何偉航先後遇到襲擊，譚蓓欣參與泛民主派在2019年10月8日發出的聯署聲明，強烈譴責針對區議會參選人的暴力，強調絕不會退縮，並要求政府保證選舉能在公開、公正及公平且不受干預的情況下順利進行2019年香港區議會選舉。
譚蓓欣最終以355票之差未能當選。
| 政党   | 政党       | 候选人    | 票数  | %     | ±      |
| ------ | ---------- | --------- | ----- | ----- | ------ |
|        | 荃民議政   | ①. 譚蓓欣 | 3,054 | 39.74 | 不適用 |
|        | 獨立       | ②. 伍顯龍 | 3,409 | 44.36 | -7.91  |
|        | 香港政研會 | ③. 關新偉 | 1,221 | 15.89 | 不適用 |
| 多数票 | 多数票     | 多数票    | 355   | 4.62  | 不適用 |

### 與「Project R」合作派發口罩
譚蓓欣在COVID-19爆發期間，與「Project R」合作派發居住在荃灣郊區的孕婦及其配偶、長期病患者、食物環境衞生署清潔工人。

### 參選2020年立法會選舉
譚蓓欣因眼見紡織及製衣界功能界別議席長年被自由黨壟斷，以及現任議員鍾國斌很大機會在該界別自動當選，故正積極考慮參選挑戰鍾國斌。
譚蓓欣指，自己在該業界發展多年，中六已開始在國際時裝品牌實習，大學時候亦主修時裝設計，曾到英國金士頓大學修讀時袋設計的暑假課程，畢業後亦一直在業界工作。譚蓓欣指時裝設計等工作在香港長期被看低，社會不少人認為讀書成績不佳才入行，讓業界內的年輕新一代看不到希望；她反駁時裝設計也是專業知識，希望能透過參選改變市民對紡織及製衣界的既有觀念。
譚蓓欣與同陣營其他參選人協調後，決定棄選，並禮讓時裝設計師楊展角逐該界別。2020年7月30日，楊展正式報名參選紡織及製衣界功能界別,譚蓓欣亦到場支持，隔日行政長官林鄭月娥即宣佈因2019冠狀病毒病疫情（COVID-19）肆虐影響公眾安全，引用《香港法例》第241章《緊急情況規例條例》，押後至2021年9月5日才選行立法會選舉。

## 社會運動參與

### 香港三罷行動
2019年8月5日荃灣有刀手追打示威者事件令當時是補習老師的譚蓓欣驚覺社區已不再安全。譚蓓欣指，自己正身處事發現場看到刀手和受傷男子。譚蓓欣回憶當時目睹男子被斬得一地鮮血，全部人被困原地無法離開，自己很害怕，但無人可以求助。譚蓓欣批評很多荃灣區議員對刀手斬人事件避而不談，荃灣市民求助無門。

### 反對粉嶺暉明邨作隔離營時遭警員截查質問衛生棉用處
2020年1月26日凌晨，譚蓓欣在粉嶺暉明邨衝突中遭二十至三十名香港警察搜身，期間一位香港男警員拿出譚身上的衛生棉是什麼後，當譚蓓欣回應是「M巾」，該名男警員隨即表示根據警例，限制譚的人身自由，否則將控告譚阻差辦公罪。在警員截查後，譚發現衛生巾已經發黑，表示已經即時棄置該衛生巾。而直至1月28日，政府宣佈撤回「暉明邨作為隔離區安排」。 

### 屯門富健花園居民衝突
2020年3月31日下午，譚蓓欣和多個屯門區議員 ，包括屯門社區網絡主席潘智鍵，在屯門龍門居衝突現場提供協助。當日一堆防暴警察衝入屋苑，並釋放胡椒噴霧，亦有另一位屯門區議員和多個居民被捕，但最後獲得釋放。

## 資料來源
1. 1 2  .   [2019-12-31]. （原始内容存档于2019-10-02）.
2. ↑  . 2019 District Council Election. 2019-11-25  [2019-12-30]. （原始内容存档于2020-01-02）.
3. 1 2 3  鄭榕笛. . 香港01. 2019-10-04  [2020-01-05]. （原始内容存档于2019-12-31）.
4. 1 2 3 4  . 區議會選舉2019. 2019-11-25  [2019-12-30]. （原始内容存档于2020-01-14）.
5. ↑  【區選光復香港●荃灣】不滿當選即現形！大專畢業女生豪景花園戰隱形建制派 （页面存档备份，存于），蘋果日報，2019-9-26
6. ↑  【槍轟學生】中槍學生被控兩罪 校長拒譴責警暴 惟承諾保留學位不處分 （页面存档备份，存于），蘋果日報，2019-10-02
7. ↑  . 香港獨立媒體網. 2019-10-02.
8. ↑  鄒樂瑤. . 香港獨立媒體. 2019-10-01  [2019-12-31]. （原始内容存档于2019-10-02）.
9. ↑  . 蘋果日報. 2019-09-26  [2019-12-31]. （原始内容存档于2019-12-30）.
10. ↑   (PDF). 區議會選舉2019. 2019-11-04  [2019-12-31]. （原始内容存档 (PDF)于2019-12-31）.
11. ↑  姚國雄. . 蘋果日報.   [2020-01-09]. （原始内容存档于2021-06-23）.
12. ↑  非建制區選參選人接連受襲ㅤ聯署聲明：強烈譴責，絕不退縮 （页面存档备份，存于），立場新聞，2019-7-23
13. ↑  「Project R」10萬口罩贈老幼孕婦清潔工齊抗疫　即睇申領辦法 （页面存档备份，存于），香港01，2019-02-13
14. ↑  . 香港01. 2020-07-23  [2020-07-23]. （原始内容存档于2020-07-23） （中文（香港））.
15. ↑  . 立場新聞. 2020-07-23  [2020-07-24]. （原始内容存档于2020-07-24） （中文（香港））.
16. ↑  . Now新聞. 2020-07-31  [2020-07-31]. （原始内容存档于2020-08-26）.
17. ↑  2019/01/26 12:10 #粉嶺